# Albertina Sisulu
Nontsikelelo Albertina Sisulu (født 21. oktober 1918 i Cofimvaba, Øst-Kapprovinsen, død 2. juni 2011 i Johannesburg) var en sydafrikansk jordemoder og antiapartheidaktivist og pioner inden for African National Congress, ANC. Sammen med sin mand Walter Sisulu spillede hun en fremtrædende rolle i det tidlige ANC's arbejde mod apartheid. 